# Susuman
Susuman (rusky Сусуман) je město v Magadanské oblasti v Ruské federaci. Bylo založeno roku 1936 asi 5 550 km od hlavního města Moskvy (vzdušnou čarou) a 350 km od Ochotského moře. Žije zde přibližně šest tisíc obyvatel, ale jejich počet se každoročně snižuje o několik procent, v důsledku nízké porodnosti a nedostatku práce. Městem vede cesta Kolyma, nachází se zde i letiště pro zásobování.

## Geografie

### Podnebí
| Susuman – podnebí                    | Susuman – podnebí | Susuman – podnebí | Susuman – podnebí | Susuman – podnebí | Susuman – podnebí | Susuman – podnebí | Susuman – podnebí | Susuman – podnebí | Susuman – podnebí | Susuman – podnebí | Susuman – podnebí | Susuman – podnebí | Susuman – podnebí |
| Období                               | leden             | únor              | březen            | duben             | květen            | červen            | červenec          | srpen             | září              | říjen             | listopad          | prosinec          | rok               |
| ------------------------------------ | ----------------- | ----------------- | ----------------- | ----------------- | ----------------- | ----------------- | ----------------- | ----------------- | ----------------- | ----------------- | ----------------- | ----------------- | ----------------- |
| Nejvyšší teplota [°C]                | −5,2              | −5,2              | 0,2               | 12,1              | 26,1              | 32,0              | 35,0              | 33,0              | 24,4              | 11,3              | 2,1               | −1,6              | 35,0              |
| Průměrné denní maximum [°C]          | −33,1             | −27,4             | −15,8             | −3,8              | 9,0               | 19,5              | 22,0              | 17,8              | 8,8               | −7,1              | −23,6             | −33,0             | −5,6              |
| Průměrná teplota [°C]                | −37,2             | −33,0             | −23,6             | −11,6             | 2,8               | 12,0              | 14,7              | 10,9              | 3,0               | −12,5             | −28,0             | −36,8             | −11,6             |
| Průměrné denní minimum [°C]          | −41,3             | −38,6             | −31,3             | −19,3             | −3,4              | 4,4               | 7,3               | 4,0               | −2,7              | −17,9             | −32,4             | −40,6             | −17,7             |
| Nejnižší teplota [°C]                | −58,1             | −59,1             | −51,0             | −38,4             | −26,0             | −8,8              | −4,0              | −7,7              | −23,7             | −40,1             | −51,7             | −55,8             | −59,1             |
| Průměrné srážky [mm]                 | 9,0               | 7,6               | 5,1               | 6,5               | 14,8              | 40,3              | 61,5              | 65,8              | 34,1              | 18,7              | 14,6              | 9,5               | 287,5             |
| Zdroj: Сусуман погода - meteolabs.ru |                   |                   |                   |                   |                   |                   |                   |                   |                   |                   |                   |                   |                   |